# Victoria Koblenko

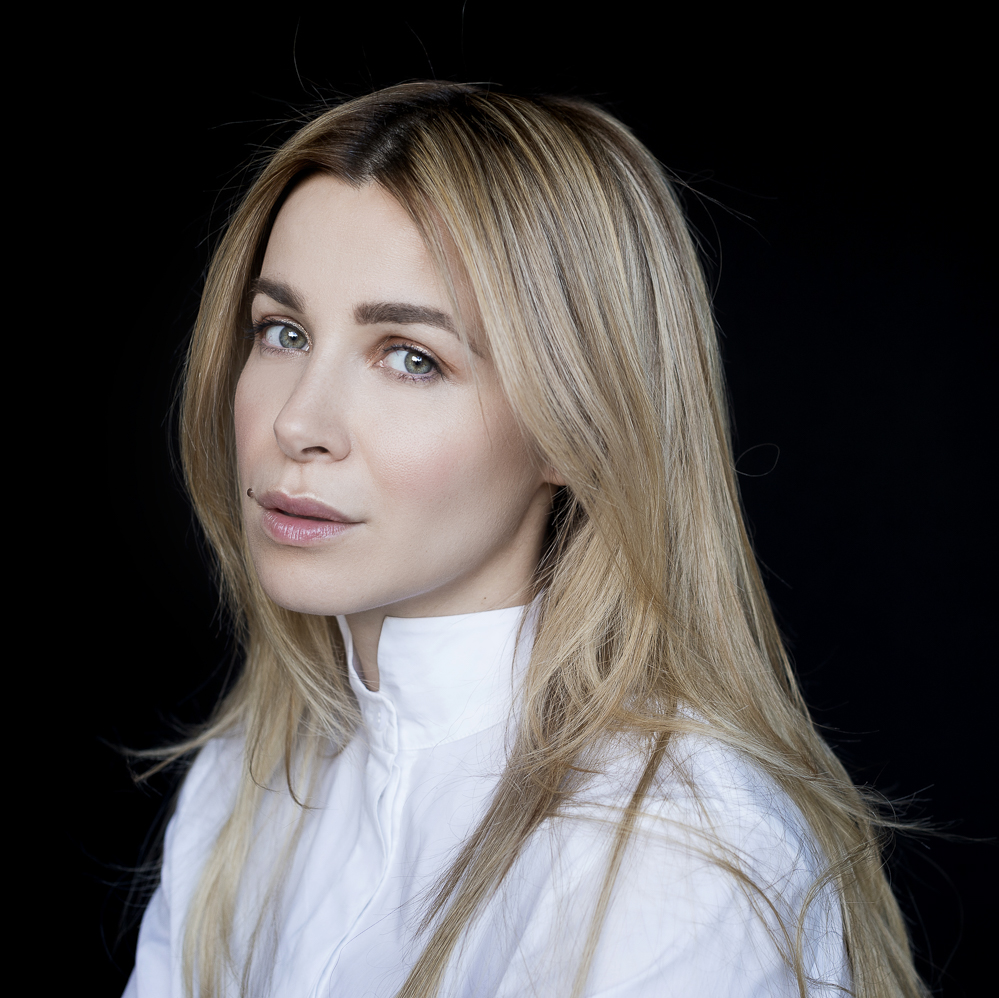
Victoria Koblenko

Victoria Koblenko (ukrainisch Вікторія Кобленко, russisch Виктория Кобленко; geboren am 19. Dezember 1980 in Winniza, Ukrainische SSR, Sowjetunion) ist eine niederländische
Schauspielerin, Moderatorin und Kolumnistinin ukrainischer Abstammung.

## Leben und Karriere
Koblenko wurde in der Ukraine geboren als Einzelkind auf. Im Alter von zwölf Jahren zog sie mit ihrer Familie in die Niederlande, wo sie von 1993 bis 1999 am Krimpenerwaard College das Gymnasium besuchte. Dort lernte sie Englisch, Deutsch, Niederländisch, Französisch, Latein und Griechisch. Von 1999 bis 2008 besuchte sie die Universität Leiden, wo sie 2008 einen BSc-Abschluss in Politikwissenschaften erwarb. An derselben Universität hat sie auch Russisch studiert, aber nicht abgeschlossen.
Bekanntheit erlangte Koblenko durch ihre Rolle der Isabella Kortenaer in der Goede tijden, slechte tijden. Anschließend spielte sie 2003 in dem Film Stille Nacht, für den sie beim niederländischen Filmfestival 2004 den Preis für die beste Darstellerin erhielt und der auch beim Europäischen Filmfestival in der Toskana begeistert aufgenommen wurde.
August 2005 spielte sie in dem Horrorfilm Doodeind und in dem Kurzfilm American Dreams mit. Oktober 2006 war sie in dem Film Sl8n8 zu sehen. 2009 trat sie in der Serie Vuurzee auf. Im selben Jahr wurde sie für die Serie Bloedverwanten gecastet. 2019 spielte sie in dem Film F*ck de Liefde die Hauptrolle.

## Filmografie (Auswahl)
Filme
- 2003: Stille Nacht
- 2006: American Dreams
- 2006: Doodeind
- 2006: Sl8n8
- 2012: De Club van Sinterklaas of het geheim van de Speelgoeddokter
- 2015: The Paradise Suite
- 2015: Fashion Chicks
- 2015: Huisvrouwen bestaan niet
- 2019: F*ck de Liefde
- 2020: Alles is zoals het zou moeten zijn
- 2021: Sen Hiç Ateş Böceği Gördün mü?
- 2022: F*ck de liefde 2

Serien
- 2000–2005, seit 2010: Goede tijden, slechte tijden
- 2006: Van Speijk
- 2009: Vuurzee
- 2009–2010: Bloedverwanten I
- 2011: Bloedverwanten II
- 2012: FEUTEN
- 2013: Bloedverwanten III